# Бомбардовање зграде РТС
Бомбардовање зграде РТС у Београду од стране НАТО снага је извршено 23. априла 1999. године у 2:06, током бомбардовања СР Југославије и рата на Косову и Метохији. Тада је живот изгубило 16 радника ове медијске куће, а још 16 је повређено.

## Повод за бомбардовање
Влада Србије је у октобру 1998. године донела „Уредбу о посебним мерама у условима претњи оружаним нападима НАТО“, затим и Закон о информисању, чиме је ограничавано реемитовање страних медија. НАТО је, након што је РТС одбио захтев да емитује шест сати програма западних медија током дана, прогласио РТС легитимном метом сматрајући га делом „ратне машинерије“, који спроводи пропаганду и не извештава адекватно о збивањима у рату, првенствено избегавајући информисање о масовним прогонима и злочинима над Албанцима од стране југословенске војске, полиције и паравојних формација.

## Реакције
Амнести интернашонал је напад окарактерисао као ратни злочин сматрајући да је прекршен Члан 52(2) Протокола 1 Женевске конвенције која дефинише војне и цивилне циљеве, наводећи да учешће у пропаганди није довољан аргумент да се медијска установа прогласи легитимним циљем. HRW је критиковао напад образложивши да није било разлога да се нападне телевизијски студио уместо одашиљача, такође позивајући се исти члан Женевске конвенције, по којем је НАТО требало да преузме мере предострожности и обезбеди јасно упозорење чак и у случају да је могао да оправда проглашење легитимним циљем. Такође, наводе да су ризици за цивилно становништво превазишли војну корист. Према једној од анализа Црвеног крста, није било сумње да је РТС коришћен као средство ратне пропаганде и да то по Женевској конвенцији није довољан разлог да се прогласи војним циљем, али да је зграда РТС-а у складу са Члан 5(2) Протокола 1 проглашена објектом двоструке употребе (цивилни и војни) због коришћења одашиљача за потребе оружаних снага.
Репортери без граница су 2002. године објавили извештај у којем су саопштили да постоји бојазан да би напад на РТС могао да послужи као опасан преседан и отвори пут за сличне нападе на медије у другим сукобима. Независно удружење новинара Србије је 2012. године осудило бомбардовање, али додало да нема сумње да су тадашњи режим и руководство жртвовали животе 16 људи. Ноам Чомски је 2015. године упоредио терористички напад на редакцију листа Шарли Ебдо са бомбардовањем зграде РТС-а. Једна од представница чланова породица жртава бомбардовања РТС-а, Жанка Стојановић, је критиковала став Чомског уз изјаву да су власт Слободана Милошевића и војни врх били унапред упознати с нападом, али да су жртвовали раднике како би се пред светом представили као жртве док су истовремено спроводили терор на Косову. Жанка Стојановић је, такође, била коаутор у књизи новинара Зорана Јањића „Тишина у Абердаровој” у којој је представио документа и детаље о погибији радника. Јањић је изјавио да је на основу свих докумената и сведочења утврђено да је војска користила зграду РТС-а и да војни и државни врх сносе највећу одговорност за погибију радника.
Бивши директор РТС Драгољуб Милановић осуђен је, 2002. године, на 10 година затвора због тешког кривичног дела против опште безбедности зато што није предузео све мере да се запослени и опрема заштите и евакуишу, а постојали су докази да су челници РТС, државни и војни врх знали да ће зграда бити бомбардована. Управни одбор РТС-а је 2011. године дао саопштење у којем о је упутио је извињење грађанима Србије и суседних држава уз образложење да су РТБ и РТС злоупотребљени током деведесетих година 20. века од стране тадашњег режима, када су више пута својим прилозима повредили осећања, морални интегритет и достојанство грађана Србије, критички усмерених новинара, националних и верских мањина у Србији, као и појединих суседних народа и држава.

## Списак погинулих
- Александар Делетић (30), камерман
- Бранислав Јовановић (50), главни техничар
- Дарко Стоименовски (25), помоћни техничар
- Дејан Марковић (39), стражар
- Драган Тасић (29), електричар
- Драгорад Драгојевић (27), стражар
- Иван Стукало (33), техничар
- Јелица Мунитлак (27), шминка
- Ксенија Банковић (27), миксање слике
- Милан Јоксимовић (47), стражар
- Милован Јанковић (59), механичар
- Небојша Стојановић (26), главни техничар
- Синиша Медић (32), продукцијски дизајн
- Славиша Стевановић (32), техничар
- Слободан Јонтић (54), режисер
- Томислав Митровић (61), уредник програма

У сећање на жртве напада подигнут је споменик „Зашто?“. Такође се сваке године одржава и меморијални турнир у малом фудбалу „Играјмо за 16”.